# Episodi di American Dad! (seconda stagione)
La seconda stagione di American Dad! è stata trasmessa originariamente negli USA dall'11 settembre 2005 al 14 maggio 2006 su Fox.
In Italia la stagione, non priva di censure, è stata trasmessa in anteprima assoluta su Italia 1 dal 16 gennaio al 30 aprile 2007.
Il doppio episodio Stan d'Arabia, saltato nella programmazione in chiaro, è stato trasmesso in prima visione su Fox di Sky Italia, che ha trasmesso anche tutti i restanti episodi in versione integrale.
| N° USA | N° Ita | Codice di produzione | Titolo italiano                          | Titolo originale                      | Prima TV USA      | Prima TV Italia  |
| ------ | ------ | -------------------- | ---------------------------------------- | ------------------------------------- | ----------------- | ---------------- |
| 1      | 3      | 1AJN09               | Bullock contro Stan                      | Bullocks To Stan                      | 11 settembre 2005 | 7 febbraio 2007  |
| 2      | 4      | 1AJN10               | Smith manolesta                          | A Smith In The Hand                   | 18 settembre 2005 | 14 febbraio 2007 |
| 3      | 1      | 1AJN08               | Tutto su Steve                           | All About Steve                       | 25 settembre 2005 | 16 gennaio 2007  |
| 4      | 2      | 1AJN11               | Eredità pesante                          | Con Heir                              | 2 ottobre 2005    | 16 gennaio 2007  |
| 5      | 15     | 1AJN12               | Stan d'Arabia                            | Stan Of Arabia                        | 6 novembre 2005   | 4 febbraio 2009* |
| 6      | 16     | 1AJN13               | Stan d'Arabia                            | Stan Of Arabia                        | 13 novembre 2005  | 5 febbraio 2009* |
| 7      | 5      | 1AJN14               | Stannie, prendi il fucile                | Stannie Get Your Gun                  | 20 novembre 2005  | 21 febbraio 2007 |
| 8      | 6      | 1AJN15               | Star Trek                                | Star Trek                             | 27 novembre 2005  | 7 marzo 2007     |
| 9      | 7      | 1AJN16               | Casalinghe non particolarmente disperate | Not Particularly Desperate Housewives | 18 dicembre 2005  | 14 marzo 2007    |
| 10     | 8      | 1AJN17               | Scambio difficile                        | Rough Trade                           | 8 gennaio 2006    | 21 marzo 2007    |
| 11     | 9      | 1AJN18               | Finanza coi lupi                         | Finances With Wolves                  | 29 gennaio 2006   | 28 marzo 2007    |
| 12     | 10     | 1AJN19               | È bello essere la reginetta              | It's Good To Be The Queen             | 26 febbraio 2006  | 4 aprile 2007    |
| 13     | 11     | 2AJN01               | Roger e io                               | Roger N' Me                           | 23 aprile 2006    | 16 aprile 2007   |
| 14     | 12     | 2AJN02               | Assistenza                               | Helping Handis                        | 30 aprile 2006    | 16 aprile 2007   |
| 15     | 13     | 2AJN03               | Con gli amici di Steve                   | With Friends Like Steve's             | 7 maggio 2006     | 30 aprile 2007   |
| 16     | 14     | 2AJN04               | Lacrime di un Clooney                    | Tears Of A Clooney                    | 14 maggio 2006    | 30 aprile 2007   |

* Episodio trasmesso in anteprima su Fox di Sky.

## Bullock contro Stan
- Sceneggiatura: Alison McDonald
- Regia: Brent Woods
- Messa in onda originale: 11 settembre 2005
- Messa in onda italiana: 7 febbraio 2007

Il capo di Stan, Bullock, comincia a frequentare Hayley e Stan non dice niente per paura di non avere la promozione.

## Smith manolesta
- Sceneggiatura: David Hemingson
- Regia: Pam Cooke
- Messa in onda originale: 18 settembre 2005
- Messa in onda italiana: 14 febbraio 2007

Stan decide di insegnare a Steve come controllare i suoi primi stimoli sessuali. Dopo un incidente in cui le parti intime di Stan vengono finite, quest'ultimo, dopo un errore al telefono coni il suo dottore, si masturba per la prima volta in vita sua e, avendo gradito la cosa, non riesce a smettere di toccarsi ogni momento.

## Tutto su Steve
- Sceneggiatura: Chris McKenna e Matt McKenna
- Regia: Mike Kim
- Messa in onda originale: 25 settembre 2005
- Messa in onda italiana: 16 gennaio 2007

Stan non riesce a decriptare un messaggio, e Steve da buon nerd riconosce che è scritto in elfico.

## Eredità pesante
- Sceneggiatura: Steve Hely
- Regia: Albert Calleros
- Messa in onda originale: 2 ottobre 2005
- Messa in onda italiana: 16 gennaio 2007

Dopo la morte del padre di Stan, lui rivela alla sua famiglia che in realtà quello non era il suo vero padre.

## Stan d'Arabia - Parte I
- Sceneggiatura: Nahnatchka Khan
- Regia: Rodney Clouden
- Messa in onda originale: 6 novembre 2005
- Messa in onda italiana: 4 febbraio 2009

Stan offende Bullock alla sua festa, così viene mandato a lavorare in Arabia.

## Stan d'Arabia - Parte II
- Sceneggiatura: Craig Thomas e Carter Bays
- Regia: Anthony Lioi
- Messa in onda originale: 13 novembre 2005
- Messa in onda italiana: 5 febbraio 2009

Grazie alle nuove conoscenze di Roger gli Smith vengono salvati dalla lapidazione e riescono a tornare in America.

## Stannie, prendi il fucile
- Sceneggiatura: Brian Boyle
- Regia: John Aoshima
- Messa in onda originale: 20 novembre 2005
- Messa in onda italiana: 21 febbraio 2007

Hayley spara accidentalmente Stan, così per rimorso accetta di cantare a favore delle armi anche se lei è contro.

## Star Trek
- Sceneggiatura: Chris McKenna e Matt McKenna
- Regia: Mike Kim
- Messa in onda originale: 27 novembre 2005
- Messa in onda italiana: 7 marzo 2007

Steve scrive un libro su Roger, diventando un famoso e ricco scrittore.

## Casalinghe non particolarmente disperate
- Sceneggiatura: Dan Vebber
- Regia: Brent Woods
- Messa in onda originale: 18 dicembre 2005
- Messa in onda italiana: 14 marzo 2007

Francine finge di avere una relazione extraconiugale per entrare a far parte di un club femminile esclusivo chiamato "Le Coccinelle", in cui l'appartenenza dipende dal fatto che il membro tradisca il marito. Tuttavia, la vita di Francine è minacciata quando chiede di smettere. Nel frattempo, Stan e Roger litigano per le attenzioni di un adorabile cagnolino e Hayley chiude Steve e Klaus nel suo armadio per aver letto il suo diario.

## Scambio difficile
- Sceneggiatura: David Zuckerman
- Regia: Pam Cooke
- Messa in onda originale: 8 gennaio 2006
- Messa in onda italiana: 21 marzo 2007

Roger e Stan si scambiano le vite per vedere come si sta nei panni dell'altro. Roger diventa quindi un venditore di auto, mentre Stan resta a casa tutto il giorno. Alla fine però si rendono conto che non sono le vite che hanno sempre sognato.

## Finanza coi lupi
- Sceneggiatura: Neal Boushell e Sam O'Neal
- Regia: Albert Calleros
- Messa in onda originale: 29 gennaio 2006
- Messa in onda italiana: 28 marzo 2007

Klaus convince Stan a farsi rimettere dentro un corpo umano e all'inizio sembra andare tutto bene.

## È bello essere la reginetta
- Sceneggiatura: Alison McDonald
- Regia: Rodney Clouden
- Messa in onda originale: 26 febbraio 2006
- Messa in onda italiana: 4 aprile 2007

Alla riunione della scuola di Francine si scopre che la reginetta del ballo non fu Francine ma la sua rivale Betty Sue, così Stan ingaggia il suo sosia per stare con sua moglie mentre lui va al ballo con Betty.

## Roger e io
- Sceneggiatura: Rick Wiener e Kenny Schwartz
- Regia: Anthony Lioi
- Messa in onda originale: 23 aprile 2006
- Messa in onda italiana: 16 aprile 2007

Dopo una serata insieme ad Atlantic City Roger assorbe tutti i ricordi di Stan, così i due partecipano ad un quiz sui migliori amici.

## Assistenza
- Sceneggiatura: Nahnatchka Khan
- Regia: Caleb Meurer
- Messa in onda originale: 30 aprile 2006
- Messa in onda italiana: 16 aprile 2007

Stan fa prendere degli steroidi a Steve, che invece di renderlo più forte gli fanno crescere il seno. Nel frattempo Francine, umiliata dalla figlia per il fatto di essere una semplice casalinga, diventa il (finto) chirurgo della 'ndrangheta degli handicappati.

## Con gli amici di Steve
- Sceneggiatura: Erik Durbin
- Regia: John Aoshima
- Messa in onda originale: 7 maggio 2006
- Messa in onda italiana: 30 aprile 2007

Dopo che Steve ha dimostrato scarso interesse nel lavoro di Stan, questi decide di sostituirlo con Barry, l'amico ritardato di Steve. Roger nel frattempo entra a far parte di una confraternita.

## Lacrime di un Clooney
- Sceneggiatura: Chris McKenna e Matt McKenna
- Regia: Brent Woods
- Messa in onda originale: 14 maggio 2006
- Messa in onda italiana: 30 aprile 2007

Francine vuole spezzare il cuore di George Clooney e Stan all'inizio è d'accordo, poi però diventa amico di Clooney.